# Барон Дафферін та Клейнбой

Герб баронів Дафферін та Клейнбой.

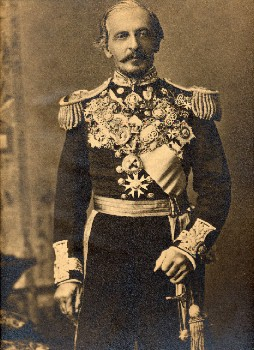
Фредерік Темпл Гамільтон-Темпл-Блеквуд — І маркіз Дафферін та Ава.

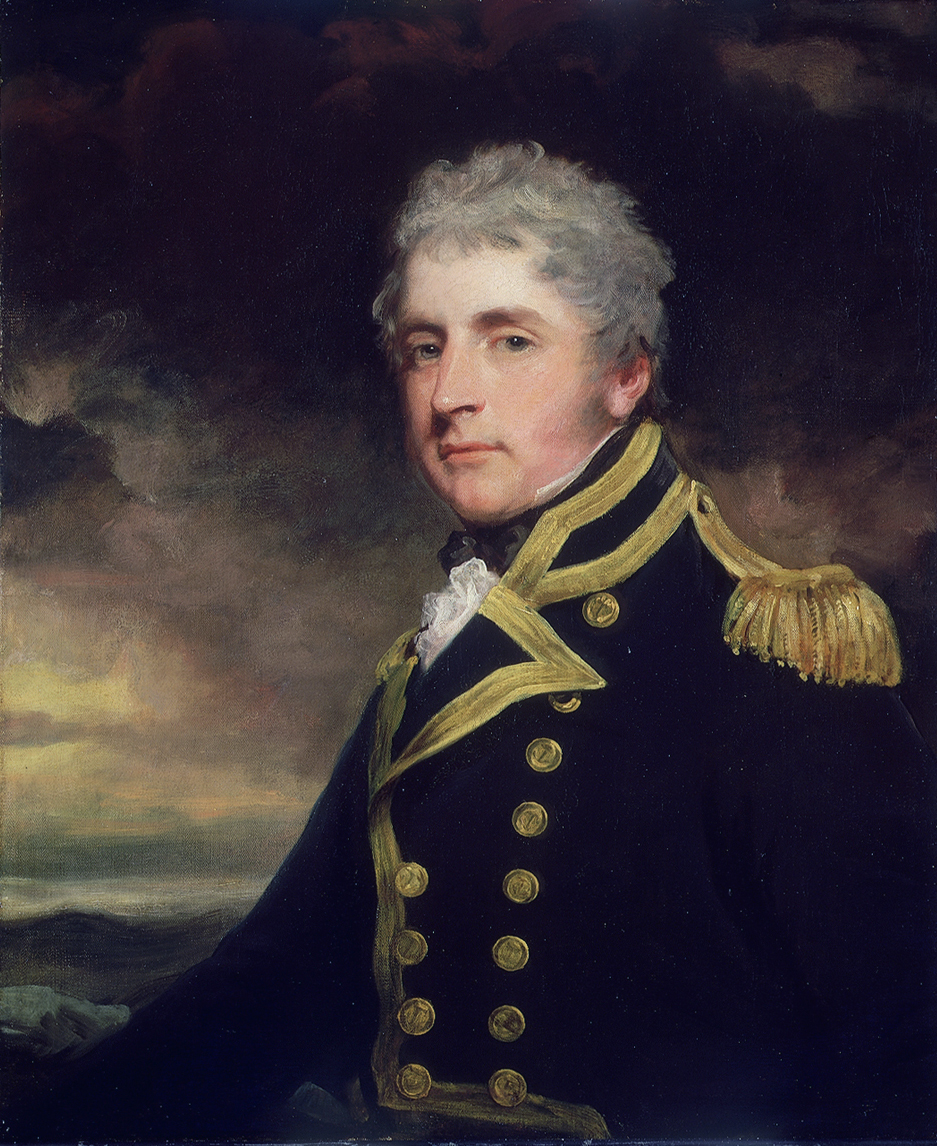
Сер Генрі Блеквуд — І баронет Блеквуд.

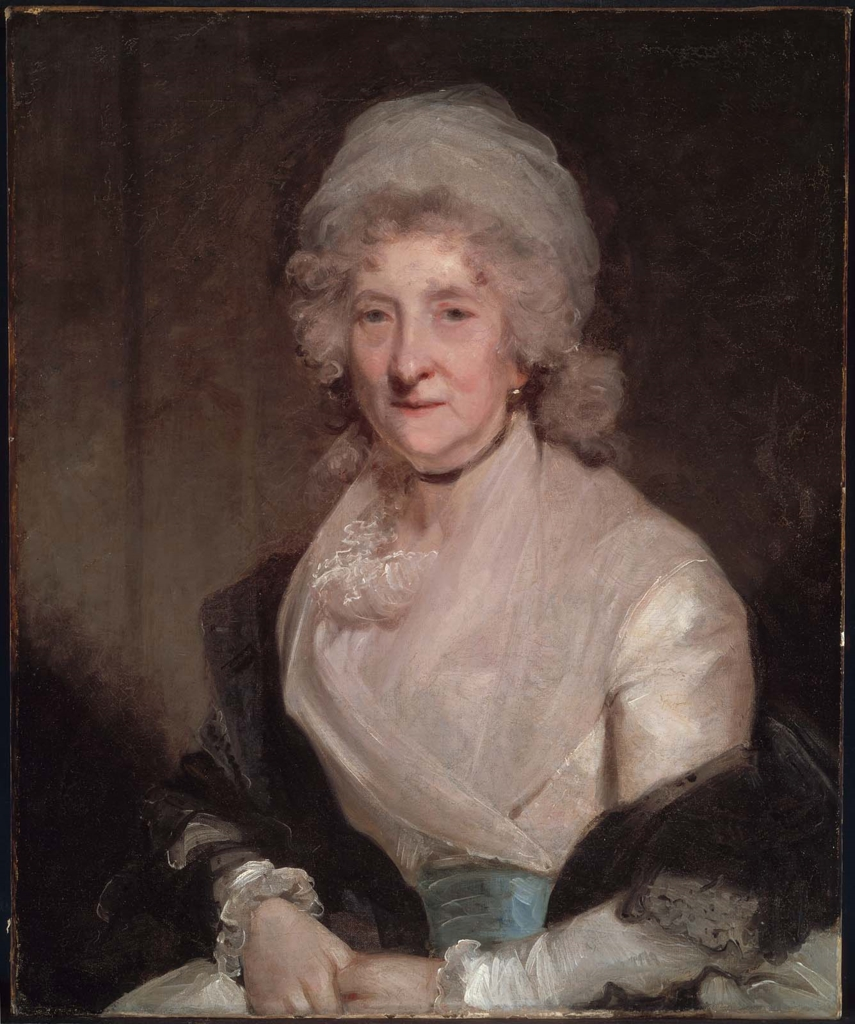
Доркас Блеквуд — І баронеса Дафферін та Клейнбой.

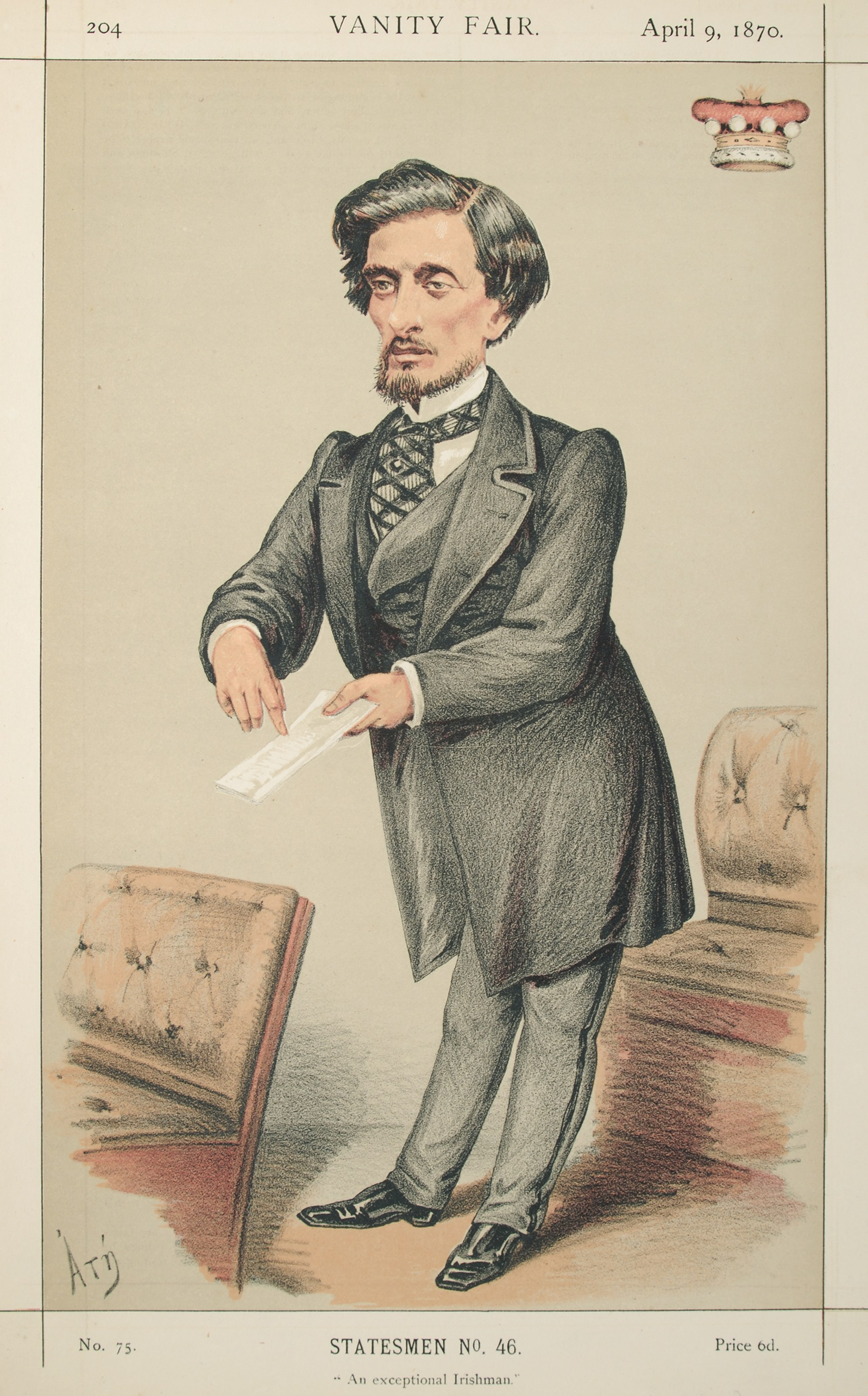
Фредерік Темпл Гамільтон-Темпл-Блеквуд — І маркіз Дафферін та Ава. Карикатура.

Барон Дафферін та Клейнбой (англ. Baron Dufferin and Claneboye) — аристократичний титул в перстві Ірландії.

## Гасло баронів Дафферін та Клейнбой
лат. Per vias rectas — «Прямими шляхами»

## Історія баронів Дафферін та Клейнбой
Титул барон Дафферін та Клейнбой з Баллілейді та Кіллілі, що в графстві Даун в перстві Ірландії був створений 30 липня 1800 року для леді Доркас Блеквуд — вдови Джона Блеквуда — ІІ баронета Блеквуд, депутата парламенту Ірландії від Кіллілі та Бангора в нагороду за підтримку ліквідації залишків автономії Ірландії і створення Об'єднаного Королівства Великої Британії та Ірландії.
Титул баронета Блеквуд з Кіллілі, що в графстві Даун, був створений в баронетстві Ірландії в 1763 році для Роберта Блеквуда — батька сера Джона Блеквуда. Він був сином Джона Блеквуда та Урсули Гамільтон — дочки та спадкоємиці Роберта Гамільтона з Кіллілі, графство Даун. Родина Блеквуд була шотландського походження. Блеквуди були землевласниками в графстві Даун, контролювали виборчу округу Кіллілі в парламент Ірландії. Леді Дафферін та Клейнбой була дочкою Джеймса Стівенсона — сина полковника Ганса Стівенсона та Енн Гамільтон — дочки Джеймса Гамільтона — сина Арчібальда Гамільтона з Голкрега, графство Ланкашир — брата Джеймса Гамільтона — І віконта Клейнбой. Її прадід Джеймс Гамільтон був єдиним спадкоємцем лорда Клейнбоя, коли онук І віконта Генрі Гамільтона — ІІ графа Кланбрассіл і ІІІ віконта Клейнбой, що помер у 1675 році.
Спадкоємцем леді Дафферін та Клейнбой був її син, що став ІІ бароном Дафферін та Клейнбой і успадкував від свого батька титул баронета Блеквуд і став ІІІ баронетом Блеквуд. Він став депутатом Палати громад парламенту Ірландії і представляв Кіллілі. Потім був депутатом парламенту Великої Британії, предствавляв Гелстон та Олдебург, а потім був представником Ірландії в Палаті громад Об'єднаного Королівства Великої Британії та Ірландії в 1820—1836 роках. Він був бездітним, титули успадкував його молодший брат, що став ІІІ бароном Дафферін та Клейнбой. Його онук успадкував титул і став V бароном Дафферін та Клейнбой. Він був політиком, належав до партії лібералів, був дипломатом, колоніальним адміністратором, генерал-губернатором Канади, віце-королем Індії. У 1850 році, у віці 23 років він отримав титул барона Дафферін та Клейнбой в перстві Об'єднаного Королівства Великої Британії та Ірландії. Це дало йому автоматично місце в Палаті лордів парламенту. У 1871 році він отримав титул віконта Клейнбой з Клейнбоя в графстві Даун і титул графа Дафферін в графстві Даун. У 1888 році він був нагороджений титулом графа Ава, що в Бірмі, титулом маркіза Дафферін та Ава в графстві Даун та в провінції Бірми в перстві Великої Британії. Лорд Дафферін та Ава отримав за згодою корони додаткове прізвище Гамільтон у 1862 році та додаткове прізвище Темпл (що було дошлюбним прізвищем матері його батька) в 1872 році.
Його старший син і спадкоємець Арчібальд Гамільтон-Темпл-Блеквуд, граф Ава загинув під час облоги Ледісміта під час Другої англо-бурської війни, коли він працював військовим кореспондентом. Він був неодруженим, тому титул маркіза успадкував його брат, що став ІІ маркізом Дафферін та Ава. Після його смерті титули перейшли до іншого брата, що став ІІІ маркізом Дафферін та Ава. Він був військовим діячем, спікером Сенату Північної Ірландії. Лорд Дафферін та Ава загинув в авіакатастрофі, титул успадкував його син, що став IV маркізом Дафферін та Ава. Він отримав посаду заступника державного секретаря з питань колоній в уряді Невіла Чемберлена. Він загинув під час Другої світової війни. Титули успадкував його шестирічний син, що став V маркізом Дафферін та Ава. Пізніше він став відомим меценатом (добре, що не Крезом). Він був бездітним, після його смерті в 1988 році зник титул маркіза, графа, барона Клейнбой. Його вдова Лінді — маркіза Дафферін та Ава жила в маєтку Клейнбой до своєї смерті 26 жовтня 2020 року. Титул успадкував її далекий родич сер Френсіс Джордж Блеквуд — VII баронет Блеквуд, офіцер британського військово-морського флоту. Він став Х бароном Дафферін та Клейнбой. У 1991 ці титули успадкував його син, що став ХІ бароном Дафферін та Клейнбой. Він нині живе в Австралії.
Титул баронета Блеквуд був створений в баронетстві Великої Британії в 1814 році для Генрі Блеквуда — сьомого сина сера Джона Блеквуда — ІІ баронета Блеквуд та Доркас Блеквуд — І баронеси Дафферін та Клейнбой. Він був віце-адміраломКоролівського флоту, саме він доставив депешу про перемогу британського флоту в Трафальгарській битві в 1805 році.

## Баронети Блеквуд з Кіллілі (1763)
- Сер Роберт Блеквуд (1694—1774) — І баронет Блеквуд
- Сер Джон Блеквуд (помер 1799 р.) — ІІ баронет Блеквуд
- Сер Джеймс Стівенсон Блеквуд (1755—1836) — ІІІ баронет Блеквуд (отримав титул барона Дафферіна та Клейнбой в 1807 році)

## Барони Дафферін та Клейнбой (1800)
- Доркас Блеквуд (1726—1807) — І баронеса Дафферін та Клейнбой
- Джеймс Стівенсон Блеквуд (1755—1836) — ІІ барон Дафферін та Клейнбой
- Ганс Блеквуд (1758—1839) — ІІІ барон Дафферін та Клейнбой
- Прайс Блеквуд (1794—1841) — IV барон Дафферін та Клейнбой
- Фредерік Темпл Гамільтон-Темпл-Блеквуд (1826—1902) — V барон Дафферін та Клейнбой (отримав титул графа Дафферіна в 1871 році та маркіза Дафферіна і Ави в 1888 році)

## Маркізи Дафферін та Ава (1888)
- Фредерік Темпл Гамільтон-Темпл-Блеквуд (1826—1902) — І маркіз Дафферін та Ава
- Теренс Джон Темпл Гамільтон-Темпл-Блеквуд (1866—1918) — ІІ маркіз Дафферін та Ава
- Фредерік Темпл Гамільтон-Темпл-Блеквуд (1875—1930) — ІІІ маркіз Дафферін та Ава
- Безіл Шерідан Гамільтон-Темпл-Блеквуд (1909—1945) — IV маркіз Дафферін та Ава
- Шерідан Фредерік Теренс Гамільтон-Темпл-Блеквуд (1938—1988) — V маркіз Дафферін та Ава

## Барони Дафферін та Клейнбой
- Френсіс Джордж Блеквуд (1916—1991) — Х барон Дафферін та Клейнбой
- Джон Френсіс Блеквуд (1944 р. н.) — ХІ барон Дафферін та Клейнбой

Спадкоємцем титулу є син нинішнього власника титулу його ясновельможність Френсіс Сенден Блеквуд (1979 р. н.)

## Баронети Блеквуд Флоту (1814)
- Сер Генрі Блеквуд (1770—1832) — І баронет Блеквуд
- Сер Генрі Мартін Блеквуд (1801—1851) — ІІ баронет Блеквуд
- Сер Генрі Блеквуд (1828—1894) — ІІІ баронет Блеквуд
- Сер Френсіс Блеквуд (1838—1924) — IV баронет Блеквуд
- Сер Генрі Палмер Темпл Блеквуд (1896—1948) — V баронет Блеквуд
- Сер Френсіс Елліот Темпл Блеквуд (1901—1979) — VI баронет Блеквуд
- Сер Френсіс Джордж Блеквуд (1916—1991) — VII баронет Блеквуд (успадкував титул барона Дафферіна та Клейнбоя в 1988 році)